# Santa Cruz de Camotlán
Santa Cruz de Camotlán är en ort i Mexiko.   Den ligger i kommunen Ahuacatlán och delstaten Nayarit, i den centrala delen av landet, 600 km väster om huvudstaden Mexico City. Santa Cruz de Camotlán ligger 473 meter över havet och antalet invånare är 560.
Terrängen runt Santa Cruz de Camotlán är huvudsakligen kuperad, men österut är den bergig. Santa Cruz de Camotlán ligger nere i en dal. Runt Santa Cruz de Camotlán är det ganska glesbefolkat, med 26 invånare per kvadratkilometer. Närmaste större samhälle är Cuastecomate, 12,9 km nordväst om Santa Cruz de Camotlán. I omgivningarna runt Santa Cruz de Camotlán växer i huvudsak lövfällande lövskog.